# Parachordodes speciosus
Parachordodes speciosus är en tagelmaskart som först beskrevs av Janda 1894.  Parachordodes speciosus ingår i släktet Parachordodes och familjen Chordodidae. Inga underarter finns listade i Catalogue of Life.